# Chińskie Tajpej na Zimowych Igrzyskach Olimpijskich 1994
Chińskie Tajpej na Zimowych Igrzyskach Olimpijskich 1994 w Lillehammer reprezentowało 2 zawodników (sami mężczyźni). Był to czwarty start tego państwa jako Chińskie Tajpej, a ogólnie szósty na zimowych igrzyskach olimpijskich, gdyż wcześniej zawodnicy z tego państwa występowali jako reprezentanci Tajwanu.

## Skład reprezentacji

### Bobsleje
| Osada | Zawodnicy                     | Konkurencja | Ślizg 1 | Ślizg 1 | Ślizg 2 | Ślizg 2 | Ślizg 3 | Ślizg 3 | Ślizg 4 | Ślizg 4 | Łącznie | Łącznie |
| Osada | Zawodnicy                     | Konkurencja | Czas    | Miejsce | Czas    | Miejsce | Czas    | Miejsce | Czas    | Miejsce | Czas    | Miejsce |
| ----- | ----------------------------- | ----------- | ------- | ------- | ------- | ------- | ------- | ------- | ------- | ------- | ------- | ------- |
| TPE-1 | Sun Kuang-ming Chang Min-jung | Dwójki      | 54,48   | 33      | 54,63   | 32      | 55,24   | 39      | 55,09   | 36      | 3:39,44 | 35      |